# Championnat d'Europe junior de hockey sur glace 1967
Navigation
Championnat d'Europe junior 1968
Le championnat d'Europe junior de hockey sur glace 1967 est un tournoi non officiel de hockey sur glace junior disputé du 15 au 24 mars 1967 à Iaroslavl en Union soviétique. Huit sélections nationales de moins de 19 ans y prennent part auxquelles s'ajoute le Torpedo Iaroslavl qui évolue hors compétition. L'équipe hôte remporte le tournoi en devançant la Finlande et la Suède.
À partir de la saison suivante, la Fédération internationale de hockey sur glace organise son propre championnat d'Europe junior.

## Format
Les huit équipes engagées sont réparties en deux groupes de quatre disputés sous la forme de championnat à match simple. Les deux premiers de chaque groupe se qualifient pour la poule finale. Le résultat du premier tour entre deux équipes sorties d'un même groupe est conservé pour la poule finale.

## Premier tour

### Groupe A
|  | Suède | 17-2 (6-0, 6-1, 5-1) | Hongrie |  |

|  | Union soviétique | 13-0 | Pologne |  |

|  | Union soviétique | 4-1 (3-0, 0-0, 1-1) | Suède |  |

|  | Pologne | 9-1 | Hongrie |  |

|  | Suède | 11-0 (3-0, 3-0, 5-0) | Pologne |  |

|  | Union soviétique | 19-0 | Hongrie |  |

| Clt   | Équipe           | PJ | V | D | N | BP | BC | Diff | Pts |
| ----- | ---------------- | -- | - | - | - | -- | -- | ---- | --- |
| +001, | Union soviétique | 3  | 3 | 0 | 0 | 36 | 1  | +35  | 6   |
| +002, | Suède            | 3  | 2 | 1 | 0 | 29 | 6  | +23  | 4   |
| +003, | Pologne          | 3  | 1 | 2 | 0 | 9  | 25 | -16  | 2   |
| +004, | Hongrie          | 3  | 0 | 3 | 0 | 3  | 45 | -42  | 0   |

- Qualifiés pour la poule finale

### Groupe B
|  | Finlande | 10-1 | Allemagne de l'est |  |

|  | Tchécoslovaquie | 10-1 | Roumanie |  |

|  | Finlande | 6-4 | Tchécoslovaquie |  |

|  | Allemagne de l'est | 4-2 | Roumanie |  |

|  | Finlande | 14-1 | Roumanie |  |

|  | Tchécoslovaquie | 5-2 | Allemagne de l'est |  |

| Clt   | Équipe             | PJ | V | D | N | BP | BC | Diff | Pts |
| ----- | ------------------ | -- | - | - | - | -- | -- | ---- | --- |
| +001, | Finlande           | 3  | 3 | 0 | 0 | 30 | 6  | +24  | 6   |
| +002, | Tchécoslovaquie    | 3  | 2 | 1 | 0 | 19 | 9  | +10  | 4   |
| +003, | Allemagne de l'Est | 3  | 1 | 2 | 0 | 7  | 17 | -10  | 2   |
| +004, | Roumanie           | 3  | 0 | 3 | 0 | 4  | 28 | -24  | 0   |

- Qualifiés pour la poule finale

## Poule finale
- Rappel du premier tour

|  | Union soviétique | 4-1 (3-0, 0-0, 1-1) | Suède |  |

|  | Finlande | 6-4 | Tchécoslovaquie |  |

- Résultats de la poule finale

|  | Suède | 6-6 (3-1, 1-1, 2-4) | Finlande |  |

|  | Union soviétique | 2-0 | Finlande |  |

|  | Suède | 4-2 (0-1, 1-1, 3-0) | Tchécoslovaquie |  |

|  | Tchécoslovaquie | 6-4 | Union soviétique |  |

| Clt   | Équipe           | PJ | V | D | N | BP | BC | Diff | Pts |
| ----- | ---------------- | -- | - | - | - | -- | -- | ---- | --- |
| +001, | Union soviétique | 3  | 2 | 1 | 0 | 10 | 7  | +3   | 4   |
| +002, | Finlande         | 3  | 1 | 1 | 1 | 12 | 12 | 0    | 3   |
| +003, | Suède            | 3  | 1 | 1 | 1 | 11 | 12 | -1   | 3   |
| +004, | Tchécoslovaquie  | 3  | 1 | 2 | 0 | 12 | 14 | -2   | 2   |

- Vainqueur du Championnat d'Europe junior 1967